# عنوان آلبوم تصادفی
| بررسی انتقادی | بررسی انتقادی |
| منبع          | رتبه‌بندی      |
| ------------- | ------------- |
| آل‌میوزیک      | [ ۱ ]         |

عنوان آلبوم تصادفی (انگلیسی: Random Album Title) سومین آلبوم استودیویی ددماوس، تهیه‌کنندهٔ موسیقی الکترونیک کانادایی است که در ۲ سپتامبر ۲۰۰۸ توسط اولترا رکوردز و ماوس‌ترپ منتشر شد. این آلبوم شامل تک‌آهنگ‌های «فکس به برلین»، «نه دقیقاً» و «یادمه» (به‌همراه کاسکید) است. پس از موفقیت قطعهٔ «یادمه» در بریتانیا، عنوان آلبوم تصادفی بعداً در مهٔ ۲۰۰۹ در رتبهٔ ۳۱ جدول آلبوم‌های بریتانیا قرار گرفت.

## ترانه‌ها
نام قطعهٔ «لغزش» به خاطر گوش‌ربای آن است که عمداً از نظر زمانی از ضرب آهنگ و ملودی آن خارج می‌شود.
قطعهٔ «آرگورو» در این آلبوم به یاد خوآن آنتونیو آرگولس ریوس (ملقب به آرگورو)، موسیقی‌دان و توسعه‌دهندهٔ نرم‌افزارهای صوتی نوشته شده‌است. آهنگسازی ترانهٔ «گفتم» مربوط به سال ۲۰۱۰ که توسط ددماوس و کریس لیک (که در نوشتن «آرگورو» نیز مشارکت داشت) انجام شد و بعداً منتشر شد نیز مشابه همین قطعه بود.

## فهرست قطعه‌ها
همهٔ ترانه‌ها توسط جوئل زیمرمن نوشته شده‌است، به‌جز موارد مشخص‌شده‌ای که توسط دیگران نوشته شده‌است.
| نسخهٔ میکس‌شده | نسخهٔ میکس‌شده                                                                            | نسخهٔ میکس‌شده |
| شماره        | نام                                                                                     | مدت          |
| ------------ | --------------------------------------------------------------------------------------- | ------------ |
| ۱.           | «بعضی وقتا بعضی چیزا، بی‌خیال»                                                           | ۷:۱۵         |
| ۲.           | «پیچیدگی‌ها»                                                                             | ۵:۳۱         |
| ۳.           | «لغزش»                                                                                  | ۶:۴۴         |
| ۴.           | «نوعی ابی»                                                                              | ۶:۱۹         |
| ۵.           | «برزیل (ویراست دوم)»                                                                    | ۵:۳۳         |
| ۶.           | «تنها با تو»                                                                            | ۷:۳۰         |
| ۷.           | «یادمه» (به‌همراه کاسکید؛ آواز: هیلی گیبی؛ نوشته‌شده با مشارکت رایان رادون و فین بیارنسن) | ۹:۰۷         |
| ۸.           | «فکس به برلین» (نسخهٔ آکوستیک پیانو)                                                     | ۱:۳۹         |
| ۹.           | «فکس به برلین»                                                                          | ۲:۳۶         |
| ۱۰.          | «نه دقیقاً»                                                                              | ۸:۰۰         |
| ۱۱.          | «آرگورو» (نوشته‌شده با مشارکت کریس لیک)                                                  | ۵:۳۰         |
| ۱۲.          | «پس من آنجا بودم»                                                                       | ۶:۴۹         |
| مجموع مدت:   | مجموع مدت:                                                                              | ۷۲:۳۳        |

| نسخهٔ میکس‌نشده | نسخهٔ میکس‌نشده                                                                           | نسخهٔ میکس‌نشده |
| شماره         | نام                                                                                     | مدت           |
| ------------- | --------------------------------------------------------------------------------------- | ------------- |
| ۱.            | «بعضی وقتا بعضی چیزا، بی‌خیال»                                                           | ۸:۲۰          |
| ۲.            | «پیچیدگی‌ها»                                                                             | ۹:۵۲          |
| ۳.            | «لغزش»                                                                                  | ۷:۴۳          |
| ۴.            | «نوعی آبی»                                                                              | ۷:۵۹          |
| ۵.            | «برزیل (ویراست دوم)»                                                                    | ۶:۳۷          |
| ۶.            | «تنها با تو»                                                                            | ۸:۱۱          |
| ۷.            | «یادمه» (به‌همراه کاسکید؛ آواز: هیلی گیبی؛ نوشته‌شده با مشارکت رایان رادون و فین بیارنسن) | ۹:۵۳          |
| ۸.            | «فکس به برلین»                                                                          | ۸:۴۱          |
| ۹.            | «نه دقیقاً»                                                                              | ۹:۱۵          |
| ۱۰.           | «پس من آنجا بودم»                                                                       | ۶:۴۵          |
| مجموع مدت:    | مجموع مدت:                                                                              | ۸۳:۱۶         |

## در فرهنگ عامه
قطعهٔ «برزیل (ویراست دوم)» بارها توسط هنرمندان دیگر استفاده شده‌است. کایلی مینوگ در نشست‌های آلبوم خود آفرودیته در آهنگی منتشرنشده به نام «تصمیمت را عوض کن» از این آهنگ نمونه‌برداری کرده‌است. آلکسیس جردن نیز از این آهنگ در تک‌آهنگ خود «خوشحالی» استفاده کرده‌است. این قطعه همچنین توسط تایو کروز در آهنگ «آسمان را لمس کن» مورد استفاده قرار گرفته‌است. از این قطعه به‌عنوان بخشی از ریمیکس ترکیبی خود و آهنگ هیلی گیبی با نام «دارم عاشق می‌شم» در سال ۲۰۱۰، که با عنوان «دارم عاشق برزیل می‌شم» منتشر شد، استفاده شد. نخستین ویراست «برزیل» به‌طور رسمی منتشر نشده‌است، اما می‌توان آن را به صورت آنلاین در سایت‌هایی مانند یوتیوب پیدا کرد.

## جدول‌های موسیقی
| جدول (۲۰۰۸–۰۹)                                | بهترین جایگاه |
| --------------------------------------------- | ------------- |
| آلبوم‌های اسکاتلندی (شرکت جدول‌های رسمی)        | ۵۵            |
| آلبوم‌های بریتانیا (شرکت جدول‌های رسمی)         | ۳۱            |
| آلبوم‌های رقص بریتانیا (شرکت جدول‌های رسمی)     | ۳             |
| آلبوم‌های دیجیتال بریتانیا (شرکت جدول‌های رسمی) | ۹             |
| آلبوم‌های رقص/الکترونیک ایالات متحده (بیلبورد) | ۱۳            |

## گواهینامه‌ها
| منطقه                                                              | گواهی | واحد گواهی‌شده/فروش |
| ------------------------------------------------------------------ | ----- | ------------------ |
| کانادا (میوزیک کانادا)                                             | طلا   | ۴۰٬۰۰۰^            |
| بریتانیا (بی‌پی‌آی)                                                  | نقره  | ۶۰٬۰۰۰*            |
| * رقم فروش تنها بر پایهٔ گواهی‌ها. ^ رقم توزیع تنها بر پایهٔ گواهی‌ها. |       |                    |